# 7054 Brehm
7054 Brehm è un asteroide della fascia principale. Scoperto nel 1989, presenta un'orbita caratterizzata da un semiasse maggiore pari a 2,2500099 UA e da un'eccentricità di 0,1175033, inclinata di 6,94744° rispetto all'eclittica.
Dal 28 agosto al 26 ottobre 1996, quando 7097 Yatsuka ricevette la denominazione ufficiale, è stato l'asteroide denominato con il più alto numero ordinale. Prima della sua denominazione, il primato era di 7001 Noether.
L'asteroide è dedicato ai naturalisti tedeschi Christian Ludwig e Alfred Edmund Brehm, padre e figlio.